# 普纳卢尔
普纳卢尔（Punalur），是印度喀拉拉邦Kollam县的一个城镇。总人口47226（2001年）。

## 人口
该地2001年总人口47226人，其中男性22936人，女性24290人；0—6岁人口4846人，其中男2557人，女2289人；识字率83.62%，其中男性为85.12%，女性为82.21%。